# 阿克赛钦雪灵芝
阿克赛钦雪灵芝（学名：Arenaria aksayqingensis）是石竹科无心菜属的植物，是中国的特有植物。分布在中国大陆的西藏等地，生长于海拔4,900米的地区，常生长在河滩，目前尚未由人工引种栽培。